# Sezzadio
Sezzadio är en ort och kommun i provinsen Alessandria i regionen Piemonte i Italien. Kommunen hade 1 257 invånare (2018).